# Pedda Madduru
Pedda Madduru  est un village du district de Palnadu dans l'État d'Andhra Pradesh en Inde.
Selon le recensement de l'Inde de 2011, la localité compte une population de 1 400 habitants.